# Гафнієва суперечка
Гафнієва суперечка — дискусія щодо можливості вимушеного швидкого вивільнення енергії з ядерного ізомеру гафнію 178m2Hf. Виділення енергії в такій реакції на 5 порядків більше, ніж у хімічних реакціях (у 100 000 разів), хоча й на 2 порядки менше, ніж у реакціях поділу ядра, і потенційно можливо створити дуже потужну вибухівку. У 1998 році група під керівництвом Карла Коллінза з Техаського університету в Далласі повідомила, що успішно спровокувала таке випромінювання. Співвідношення сигнал / шум було невеликим у цих перших експериментах, і на сьогодні жодна інша група не змогла повторити ці результати. Пітер Ціммерман описав твердження про потенціал використання у якості зброї як такі, що базуються на «дуже поганій науці».

## Передумови
178m2Hf є особливо привабливим кандидатом для експериментів з вимушеним гамма-випромінюванням (ВГВ) через високу щільність накопиченої енергії (2,5 МеВ на ядро) та тривалий 31-річний період розпаду для зберігання цієї енергії. Якби якась дія на збуджене ядро могла змусити вивільнення накопиченої енергії, то випромінені гамма-фотони мали б чудові шанси стимулювати вивільнення енергії з сусідніх ядер у збудженому стані, і таким чином створити каскадну (ланцюгову) реакцію. У той час як вимушене випромінювання додає лише потужність полю випромінювання, стимульоване випромінювання додає когерентність. Цікавою була б можливість маніпулювати когерентністю гамма-променів, навіть у незначній мірі.
Пропозиція перевірити ефективність «спрацьовування» 178m2Hf була схвалена Семінаром з перспективних досліджень НАТО (NATO-ARW), що відбувся в Предеалі в 1995 р. Незважаючи на те, що пропозиція полягала у використанні протонів, для бомбардування цілі, у першому експерименті використані α-частинки, які були доступні, коли був призначений перший експеримент. Це було зроблено французькою, російською, румунською та американською командою. Результати були названі надзвичайними, але результати не були опубліковані. Тим не менше мається на увазі, що 178m2Hf має особливе значення для потенційних застосувань ВГВ. Швидко спалахнула суперечка.

## Важливість
- 178m2Hf має найвищу енергію збудження серед порівняно довгоживучих ізомерів. Один грам чистого 178m2Hf містить приблизно 1330 мегаджоулів енергії, що еквівалентно приблизно 300 кілограм тротилу. Період напіврозпаду 178m2Hf становить 31 рік або 1 Гс (гігасекунда, 1 000 000 000 секунд), так що природна радіоактивність грама становить 2,40 ТБк (65 Кі). Радіоактивність полягає у випромінюванні проникаючих гамма-променів, з найбільшою енергією 0,574 МеВ. Для безпеки людини знадобиться значний захист, якщо зразок буде складати один грам чистого ізомеру. Однак поки що ядерний ізомер існує лише у низьких концентраціях (<0,1 %) у мультиізотопному гафнії. Один грам цього матеріалу містить близько 1,33 мегаджоулів енергії, приблизно на порядок краще, ніж стиснений водень.
- Вся енергія була б виділена у вигляді фотонів рентгенівських та гамма-променів.
- Якби вся енергія в ядрі могла вивільнитися за короткий час (наприклад, одна наносекунда), один грам чистого 178m2Hf створив би рентгенівський сплеск з надзвичайно великою потужністю близько 1 ГДж / нс або 1 екзават (1 x 1018 Вт). Однак кількісні оцінки показують, що енергія, що виділяється ядерним ізомером, набагато менше енергії, необхідної для ініціювання процесу; потужність, необхідна для ініціювання ВГВ, мала б підводитись протягом більш короткого часу, ніж викид ядерної енергії, і була б навіть надзвичайно непропорційною.
- Характерні шкали часу для процесів, що беруть участь у застосуванні, були б сприятливими для споживання всієї початкової радіоактивності. Процес ініціювання зразка за допомогою ВГВ використовував би фотони для спрацьовування та отримання фотонів як продукту. Поширення фотонів відбувається зі швидкістю світла, тоді як механічне руйнування цілі відбуватиметься зі швидкістю, порівнянною зі швидкістю звуку. Незадіяний матеріал 178m2Hf можливо не зміг втекти від ініціюючої події, якби фотони не взаємодіяли першими з електронами.
- Як пропозиція до НАТО-ARW, так і фрагментарні результати подальшого експерименту вказували, що енергія фотона, необхідна для ініціювання ВГВ від 178m2Hf, буде менше 300 КеВ. Доступно багато економічних джерел такого низькоенергетичного рентгенівського випромінювання для доставки досить великих потоків до цільових зразків скромних розмірів.
- Доступна концентрація ізотопу 178m2Hf в зразках була й залишається низькою (<0,1 %).

## Хронологія помітних подій
- Близько 1997 року консультативна група JASONS отримала свідчення про спрацьовування ядерних ізомерів. Консультативна група з питань оборони JASON опублікувала відповідну публічну доповідь[7], в якій зазначила, що вони дійшли висновку, що таке робити неможливо і не слід намагатися. Незважаючи на втручання публікацій у рецензовані журнали статей, написаних міжнародною групою, що повідомляють ВГВ від 178m2Hf, близько 2003 р., отримала свідчення, знову ж таки, від відповідних вчених щодо питань достовірності повідомлених результатів. Професор Карл Коллінз, провідний член команди США, що публікує успіхи, не дав свідчень.

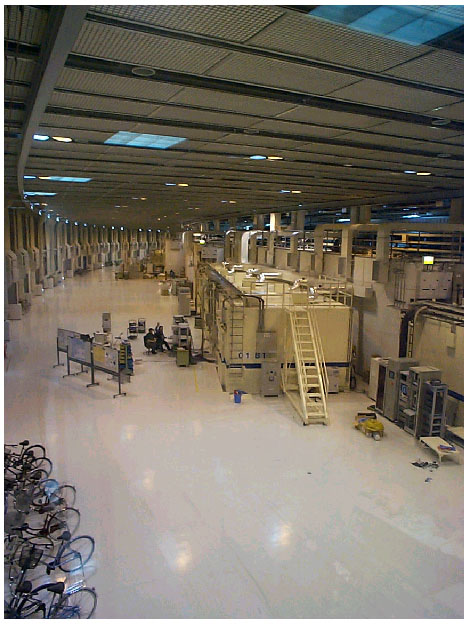
Експеримент зі створення вимушеного гамма-випромінювання у зразку ядерного ізомера ^{178m2}Hf. (зліва направо) Чергові студенти; (з драбиною) найстабільніша у світі лінія променя для монохроматичного рентгенівського випромінювання, BL01B1; головне кільце синхротрону SPring-8 в Хего.

- Приблизно в 2003 році DARPA ініціювала пошукові дослідження, які називаються стимульованим вивільненням ізомерної енергії (SIER), і громадський інтерес був викликаний як на популярних рівнях[8], так і на професійних рівнях[9].
- Першим акцентом SIER було те, чи можна виробляти значну кількість 178m2Hf за прийнятних витрат для можливих застосувань. Закрита комісія під назвою HIPP, якій було доручено це завдання, дійшла висновку, що можливо. Однак науковець, який працював у цій конфіденційній групі огляду DARPA HIPP, «злив» упереджені, але попередні занепокоєння для преси[10]. Це необґрунтоване твердження запустило наступний каскад неточних повідомлень про так звані «обурливі витрати» на напрацьовування ізомерів.
- Будучи задоволеними панеллю HIPP щодо вивчення проблеми виробництва за прийнятною вартістю, програма SIER звернулася до питання остаточного підтвердження звітів ВГВ від 178m2Hf. Завдання TRiggering Isomer Proof (TRIP) було доручено DARPA і покладено на абсолютно незалежну команду від тих, хто повідомляв про успіх раніше. В якості дисертаційної роботи Русу було встановлено «золотий стандарт» спрацьовування ізомеру гафнію.[11] Експеримент TRIP вимагав незалежного підтвердження дисертації Русу. Він був успішним, але не міг бути опублікований.
- До 2006 року команда Коллінза опублікувала безліч статей, що підтверджують їх первинні спостереження за ВГВ від 178m2Hf.[12][13] Передруки (доступні за посиланням) статей, опублікованих після 2001 р., описують роботу, виконану з перестроюваними монохроматичними рентгенівськими променями від синхротронних джерел світла SPring-8 [Архівовано 15 травня 2021 у Wayback Machine.] у Хего та SLS [Архівовано 7 вересня 2006 у Wayback Machine.] у Віллігені.
- До 2006 р. було 2 статті[14][15], які стверджували, що спростовують можливості для ВГВ з 178m2Hf, і три теоретичні статті, написані тією самою особою, в яких сказано, чому це не повинно бути можливим за допомогою конкретних кроків, передбачених автором[16][17][18] Перші два описали синхротронні експерименти, в яких рентгенівські промені не були монохромними.
- У 2007 році Перейра та ін.[19] підрахували, що вартість електричної енергії для зберігання енергії в ядерному ізомері становить близько $ 1 / Дж; без створення та підтримки прискорювача частинок, необхідних для цієї мети.
- 29 лютого 2008 р. DARPA розповсюдила частину із 150 примірників остаточного звіту експерименту TRIP, який незалежно підтвердив «золотий стандарт» спрацьовування ізомеру гафнію. Підтримуваний експертною оцінкою, 94-сторінковий звіт поширюється лише для офіційного використання (FOUO) Офісом технічної інформації DARPA, 3701 N. Fairfax Dr., Arlington, VA 22203 USA.
- 9 жовтня 2008 року LLNL опублікував 110-сторінкову оцінку експерименту DARPA TRIP.[20] Посилаючись на сторінку 33, «Єдиним експериментом, який демонструє статистичну значимість, є експеримент збігів, описаний у дисертації Русу [131]».[12] Однак у підсумку звіту зазначено, сторінка 65: "Наш висновок полягає в тому, з точки зору ядерної структури, ядерних реакцій та перспектив контрольованого вивільнення енергії ізомери для зберігання енергії є недоцільними. Необхідні для виконання завдання перевищують усе, що було зроблено раніше, і наразі їх складно витратити ".
- У 2009 році С. А. Караміан та ін. опублікував результати експериментальних вимірювань чотирьох національних команд у Дубні для виробництва 178m2Hf шляхом розростання при енергіях до 80 МеВ.[21] Окрім значного зниження прогнозованої собівартості продукції, цей експериментальний результат довів, що доступ до джерел 178m2Hf відповідає можливостям декількох простоюючих циклотронних пристроїв, розкиданих по всьому світу.